# Neustetten (Badenia-Wirtembergia)
Neustetten – miejscowość i gmina w Niemczech, w kraju związkowym Badenia-Wirtembergia, w rejencji Tybinga, w regionie Neckar-Alb, w powiecie Tybinga, wchodzi w skład wspólnoty administracyjnej Rottenburg am Neckar. Leży w Jurze Szwabskiej, ok. 15 km na południowy zachód od Tybingi, przy autostradzie A81 i drodze krajowej B28a.

## Dzielnice
Na mocy reformy administracyjnej z 1 grudnia 1971 gminy Nellingsheim, Remmingsheim i Wolfenhausen zostały połączone w gminę Neustetten i automatycznie stały się jej dzielnicami.

## Współpraca
Miejscowości partnerskie:
- Bobritzsch, Saksonia